# Cesse
Cesse település Franciaországban, Meuse megyében. Lakosainak száma 113 fő (2022. január 1.). Cesse Laneuville-sur-Meuse, Luzy-Saint-Martin, Martincourt-sur-Meuse és Stenay községekkel határos.

## Népesség
A település népességének változása:
| Lakosok száma | 210  | 142  | 155  | 130  | 125  | 123  | 114  | 104  | 102  | 113  |
|               | 1968 | 1982 | 1990 | 2006 | 2013 | 2015 | 2017 | 2019 | 2020 | 2022 |